# Notophryxus lobus
Notophryxus lobus är en kräftdjursart som beskrevs av Schultz 1977. Notophryxus lobus ingår i släktet Notophryxus och familjen Dajidae.
Artens utbredningsområde är havet kring Nya Zeeland. Inga underarter finns listade i Catalogue of Life.